# Francisco Ruiz Martínez
Francisco Ruiz-Martinez y Dominguez (Cortes de la Frontera, província de Màlaga, 26 de novembre de 1841 - Sevilla, 17 d'octubre de 1916) fou un aristòcrata i polític andalús, diputat per Eivissa a les Corts Espanyoles durant la restauració borbònica.

## Biografia
Fou diputat per Eivissa en 1878 substituint Joaquín María Ruiz, qui alhora havia substituït Antoni Palau de Mesa, liberal escollit a les eleccions generals espanyoles de 1876. Després fou senador per la província de Sevilla en les legislatures 1889-1890, 1891, 1893, 1894-1895, 1898-1899, 1901, 1902 i Senador vitalici des de 1905. Com agraïment per haver estat Comissari Regi d'Agricultura el 17 de setembre de 1906 el rei Alfons XIII li va atorgar la baronia de Monte Palacio.